# Forn anagama

Forn anagama
1 Porta d'uns 75 cm d'ample
2 Foganya
3 Terra per a enfornar fet de sorra de sílice
4 Amortidors
5 Conducte d'extracció
6 Xemeneia
7 Arc refractari

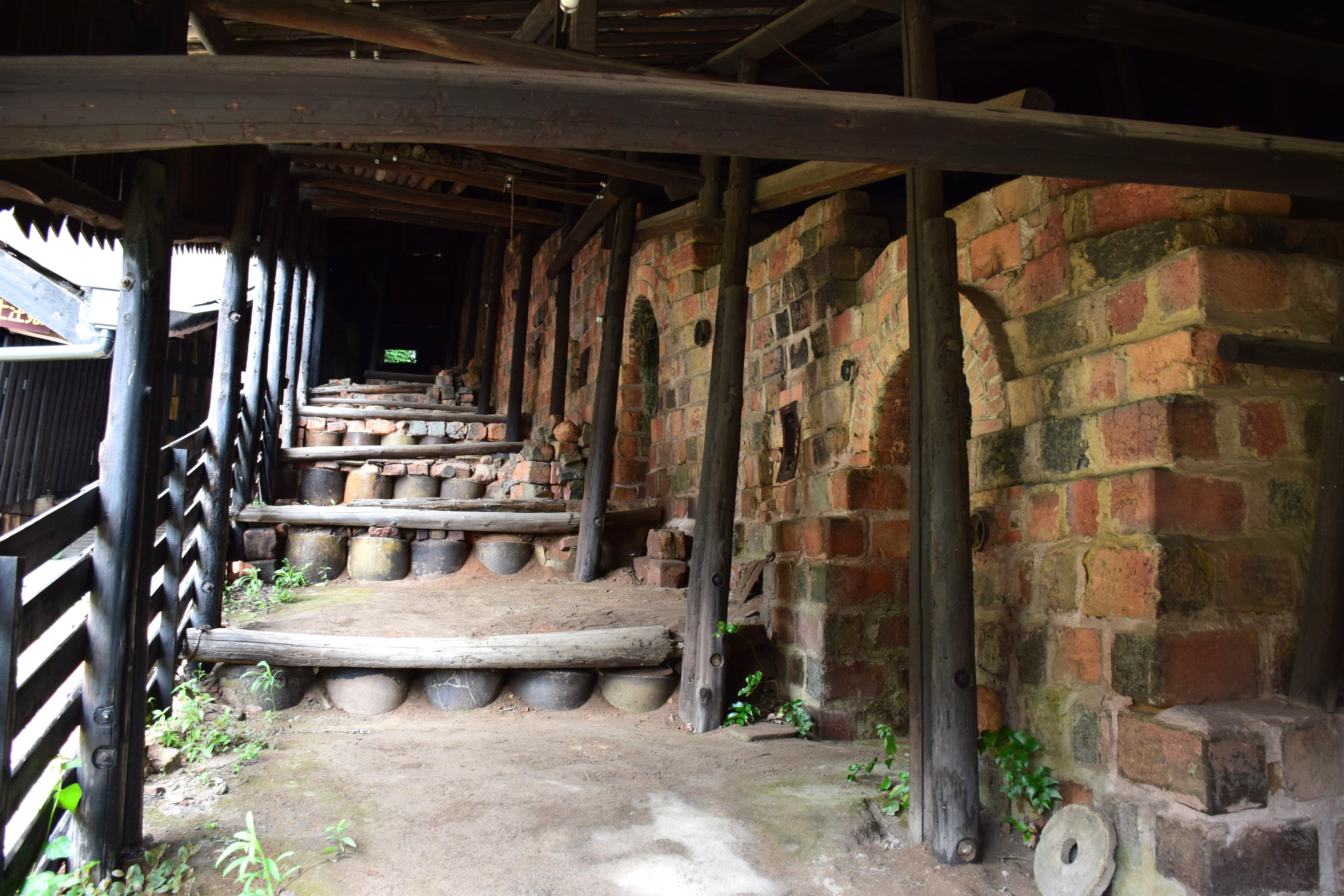
Noborigama a Tokoname, Aichi

Noborigama

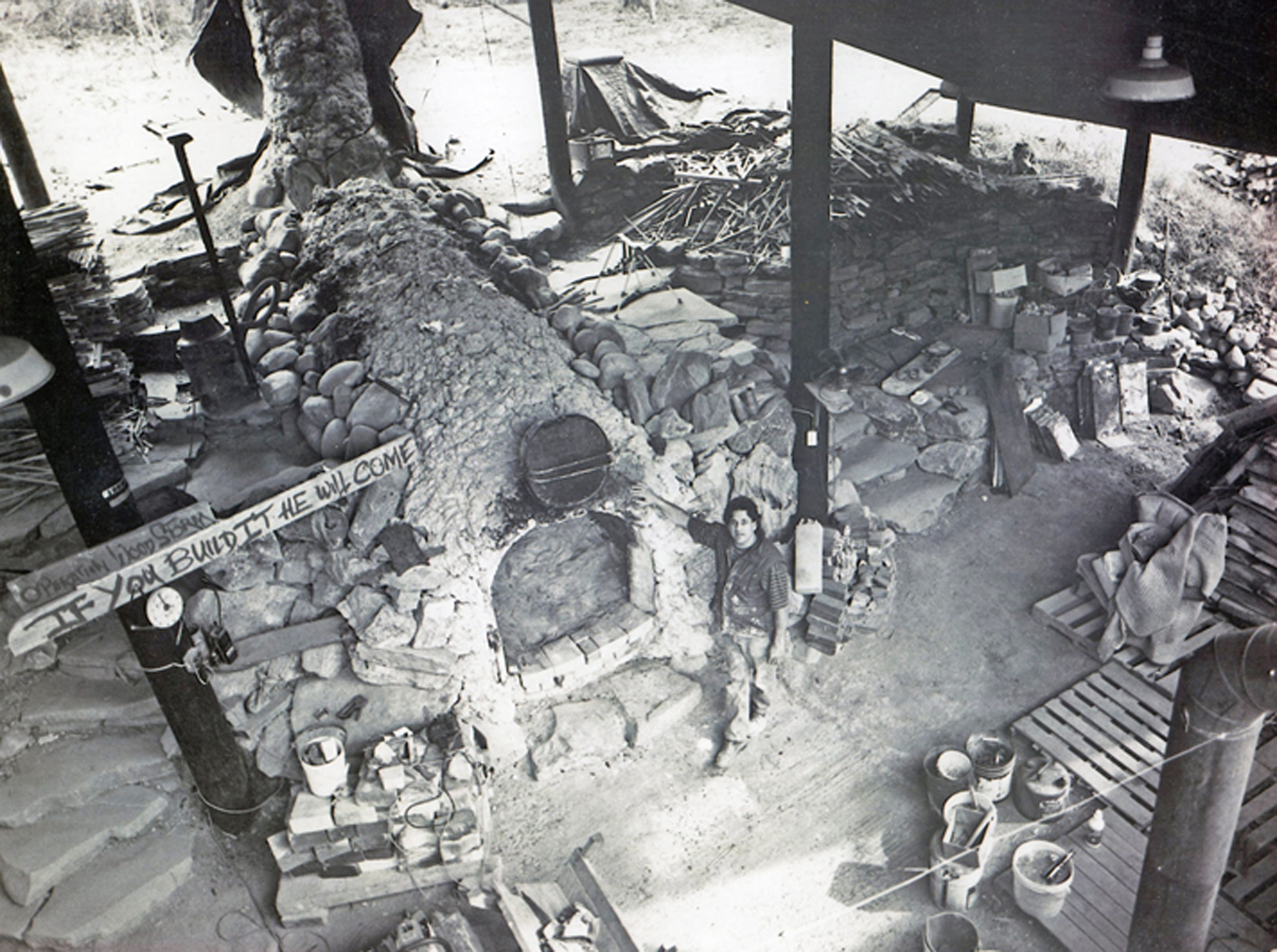
Forn anagama a Nova Jersey, EUA.

El forn anagama  (Japonès: 窖窯) és un antic tipus de forn ceràmic que va ser importat al Japó des de la Xina, a través de Corea, al segle v. És una versió del "forn drac" ascendent típic del sud de la Xina. Posteriorment, es van importar també altres innovacions rellevants, com per exemple la divisió de la cambra de cocció en una seqüència de cambres adjuntes per a un millor aprofitament de la calor. El forn resultant d'aquesta modificació s'anomena noborigama.
L'anagama (que en japonès significa " forn cova" o "forn túnel") està format per una única cambra de cocció amb la foganya en un extrem i el tir a l'altre. Encara que el terme "foganya" es refereix normalment a l'espai segregat que conté el foc, en aquest cas, no hi ha cap estructura física que separi la zona de càrrega de la llenya de l'espai on s'allotgen les peces per coure, com sol passar a la majoria de forns de llenya. L'anagama acostuma a tenir forma de túnel ascendent i, de fet, els antics forns sovint es construïen excavant túnels en un pla pendent de terra argilosa.
L'anagama s'alimenta sempre amb llenya, a diferència dels forns elèctrics o de gas utilitzats per la majoria de ceramistes contemporanis. Cal anar proveint constantment el combustible al llarg de tota la cuita, ja que la fusta que és llençada a la foganya es consumeix molt ràpidament. La durada de la cuita dependrà de múltiples factors: la grandària del forn, la humitat de les parets, la densitat de la càrrega de peces dins el forn, la temperatura a assolir, el manteniment de la temperatura per a la correcta maduració dels esmalts o les cendres, etc. Pot oscil·lar de 48 hores a 12 dies o més. En general, triga el mateix temps a refredar-se. Registres històrics pertanyents a cuites d'alguns grans forns comunitaris d'Asia, proven que sovint s'alimentava el foc de manera continuada durant setmanes.
La llenya que s'utilitza de combustible, no només serveix per a assolir la temperatura adequada, que pot arribar als 1400 °C, sino que genera cendres volants i sals volàtils que s'adhereixen a la peça durant la cuita. La complexa interacció entre les flames, les cendres i els minerals que componen l'argila, acaben formant un esmalt de cendres natural que recobreix les peces. Aquest esmalt pot presentar infinites variacions de color, textura i gruix, proporcionant un rang d'aspectes molt variat, que va de la superfície més rugosa i aspra a vidriats perfectament fosos i brillants.
El lloc on estan situades les peces dins el forn afecta de manera definitiva el seu aspecte final: les peces més properes a la foganya acostumen a rebre capes molt denses de cendra, inclús de vegades queden soterrades entre les brases, mentre que les que se situen al fons del forn reben els efectes de les cendres de manera molt més subtil. Per zones, també seran diferents tant l'evolució de la temperatura com l'atmosfera que envolta les peces. Aquesta última, pot ser oxidant o reductora i és un factor que també influeix de manera important en el resultat final. Finalment, la manera de col·locar les peces i la distància entre elles determinaran el camí que recorrerà la flama i, per tant, també pren part en el seu aspecte final. Es diu que carregar un forn anagama és la part més complicada de la cuita: el ceramista ha d'imaginar per on acabaran passant les flames i utilitzar el seu instint per a "pintar les peces amb foc".

## Tipus d'anagama
Una variant de l'anagama és el forn waritake. És semblant a l'anagama, però consta de diverses divisions internes interconnectades al llarg de l'estructura. Cada secció es pot alimentar per una obertura lateral. El waritake, conserva encara la típica forma de túnel dels primers anagama.
El noborigama 登り窯, forn de cambres ascendent, a difefència del waritake no té forma de túnel, sino que consta de nombroses cambres adossades concebudes com a estructures independents però interconnectades entre sí, cadascuna amb orificis laterals per a poder introduir-hi llenya. Sempre es construeix sobre un talús de manera que cada cambra successiva està situada a una alçada superior a l'anterior. Una altra diferència fonamental respecte l'anagama és la forma: les diverses cambres solen tenir el sostre construït en forma d'arc paral·lel a la línia del forn, de manera que es pot diferenciar perfectament cada secció des de l'exterior. Aquest tipus de forns ascendents s'han utilitzat al Japó des del segle xvii. El noborigama més gran en funcionament es troba a Shigaraki, a la part sud de la prefectura de Shiga.
El jagama (forn serp o  forn drac ) es va utilitzar àmpliament a la Xina, almenys, des del segle iii. El Jagama té forma de túnel, semblant a l'anagama, però el diferencia la seva llargària: pot mesurar al voltant de 60 metres de longitud. Les divisions internes del jagama no estan formades per parets pròpiament dites, sino que una sèrie de ceràmiques apilades més densament, distribuïdes en intervals regulars, funcionen com a murs improvisats.

## Característiques
L'avantatge principal dels forns ascendents és que la calor del combustible es reutilitza per a anar escalfant successivament cada secció del forn. La calor sobrant de la part més baixa del forn preescalfa les cambres superiors. La calor dissipada per les peces i les parets inferiors també contribueixen a escalfar l'aire circulant. Així, a les cambres superiors, només cal una quantitat de combustible mínima per a assolir la temperatura corresponent. Des del punt de vista de la termodinàmica és un mecanisme altament eficient.
Entre els avantatges d'incloure particions dins el forn, hi ha el fet que, en aquest cas, la distribució de les peces dins de cada secció no és tant determinant en el resultat final com en els models de túnel sense dividir.
Un desavantatge dels models ascendents, és que es refreden més ràpid degut a l'aire entrant. El temps de refredament també pot influir en l'aspecte final d'una peça esmaltada.